# Eric Gladhart
Eric Gladhart (* 1970) ist ein US-amerikanischer Schauspieler mit Karriere in Deutschland.
In Missouri spielte Eric Gladhart zeitweise Theater (The odd couple, The hairy ape, Marriage of Betty and Boo, The Vegetable). Seit 1995 lebt Gladhart in München. Der Deutsche Nico Hofmann engagierte Gladhart für einen Hugo Boss-Werbespot. Splatter-Regisseur Olaf Ittenbach besetzte ihn für seinen Horrorfilm Legion of the Dead 2001 als Gangster. Richard Warmoth gab Gladhart 2004 die Hauptrolle des Karl Lubeck im Thriller Munich Mambo. Auf Hannah Schweigers Alltag folgte 2005 die Rolle des Steve Zweifelt in Michael Herbigs (T)Raumschiff Surprise – Periode 1. Ebenfalls in Deutschland entstand Frank Mirbachs Real Buddy. Er ist Moderator des vom Bayerischen Rundfunk für das Telekolleg produzierten Grundkurs Englisch und ist darüber hinaus als Sprachtrainer, interkultureller Berater, als Coach sowie als englischsprachiger Lehrer und Erzieher tätig.